# Dave Attell
Dave Attell, né le 18 janvier 1965 à Queens, New York (États-Unis), est un humoriste, comédien et acteur américain.